# Européen de l'année

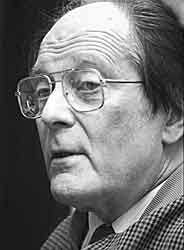
Jaan Kross, européen de l’année en 2006

Européen de l'année (estonien : Aasta eurooplane) est un prix décerné annuellement par le Mouvement européen-Estonie à un(e) Estonien(ne).

## Lauréats
- 2005 Põllumajanduse Registrite ja Informatsiooni Amet
- 2006 Jaan Kross
- 2007 Arnold Rüütel
- 2008 Veiko Õunpuu
- 2009 Kersti Kaljulaid
- 2010 Mall Hellam
- 2011 Aare Järvan
- 2012 Allar Jõks
- 2013 Julia Laffranque
- 2014 Henrik Hololei[1]
- 2015 Siim Kallas
- 2016 Matti Maasikas
- 2017 Marju Lauristin
- 2018 Tiit Salumäe
- 2019 Andres Metspalu
- 2022 Johanna-Maria Lehtme
- 2023 Kaja Kallas
- 2024 Kusti Salm